# Мокрець (Ковельський район)
Мокре́ць — село в Україні, у Турійській селищній громаді Ковельського району Волинської області. Населення становить 728 осіб.
Головна вулиця Мокреця у свій час мала ім'я Леніна, потім була Центральною, а тепер стала вулицею імені Олександра Васильчука. Селяни встановили йому подячний пам'ятник навпроти скромного будинку, у якому мешкав Васильчук. Кошти на нього збирали всім Турійським районом.
В селі Мокрець функціонує Мокрецька гімназія

## Історія
У 1906 році село Вербської волості Володимир-Волинського повіту Волинської губернії. Відстань від повітового міста 21 верст, від волості 12. Дворів 150, мешканців 686.
12 червня 2020 року, відповідно до розпорядження Кабінету Міністрів України № 708-р «Про визначення адміністративних центрів та затвердження територій територіальних громад Волинської області», увійшло до складу Турійської селищної територіальної громади.
19 липня 2020 року, в результаті адміністративно-територіальної реформи та ліквідації  Турійського району, село увійшло до новоутвореного Ковельського району. 

## Населення
Згідно з переписом УРСР 1989 року чисельність наявного населення села становила 878 осіб, з них 415 чоловіків та 463 жінки.
За переписом населення України 2001 року в селі мешкало 728 осіб.

### Мова
Розподіл населення за рідною мовою за даними перепису 2001 року:
| Мова       | Відсоток |
| ---------- | -------- |
| українська | 99,59 %  |
| російська  | 0,41 %   |

## Пам'ятки
Мокрецький заказник — лісовий заказник місцевого значення.

## Відомі люди
- Васильчук Олександр Степанович (відомий як «мокрецький доктор»; народився на Кіровоградщині, помер 2006 року в с. Мокрець) — народний лікар.